# Brian Tyler (skladatel)
Brian Tyler (* 8. května 1972 Los Angeles) je americký skladatel, aranžér, producent, hudebník, skladatel filmové hudby, hudby pro televizi a videohry.

## Život a dílo
Pochází z Orange Country v Kalifornii, jeho dědeček byl Walter H. Tyler, umělecký ředitel nominací na Oskara. Brian Tyler získal bakalářský titul UCLA a magisterský na Harvardově univerzitě. Od dětství se učil hrát až na 30 různých hudebních nástrojů, sám se naučil hrát například na bicí, klavír, kytaru, basovou kytaru, violincello a mnoho perkusových nástrojů.
V roce 2014 napsal novou znělku National Football League pro televizní stanici ESPN. Často vede Londýnský filharmonický orchestr. V roce 2018 napsal znělku pro F1.

### Vybraná filmografie
| Rok  | Název                   |
| ---- | ----------------------- |
| 2011 | Rychle a zběsile 5      |
| 2013 | Iron Man 3              |
| 2013 | Podfukáři               |
| 2013 | Thor: Temný svět        |
| 2014 | Želvy Ninja             |
| 2014 | V oku tornáda           |
| 2015 | Rychle a zběsile 7      |
| 2015 | Avengers: Age of Ultron |
| 2016 | Podfukáři 2             |